# حب روسيا

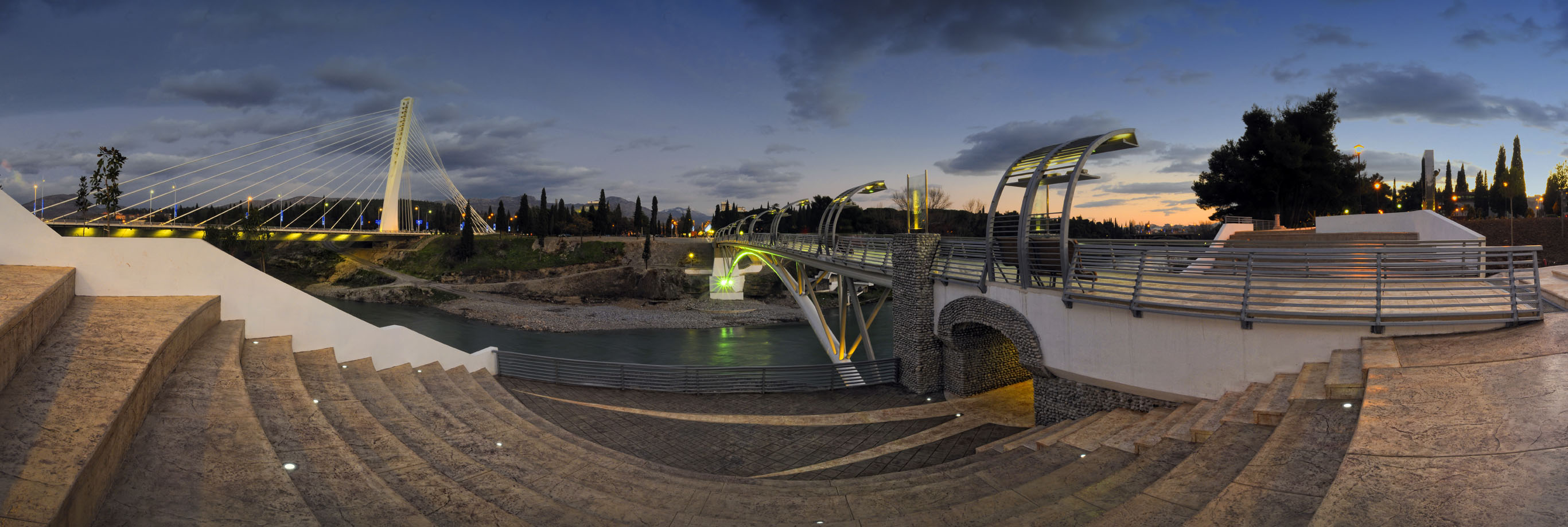
جسر موسكو في مدينة بودغوريتسا عاصمة جمهورية الجبل الأسود.

حب روسيا أو الروسوفيليا هي الإعجاب الولع بروسيا (يشمل الاتحاد السوفييتي والإمبراطورية الروسية) والتاريخ الروسي والثقافة الروسية. يُعتبر مصطلح معادة الروس نقيضًا له.

## حسب البلد

### بيلاروس
لبيلاروس علاقات سياسية واقتصادية وثيقة مع روسيا، وكلاهما جزء من دولة الاتحاد ومنظمة معاهدة الأمن الجماعي ورابطة الدول المستقلة والاتحاد الجمركي الأوراسي ولهما تراث سوفيتي مشترك.
وصف العديد من المراقبين بيلاروس في أعقاب الاحتجاجات البيلاروسية 2020 والغزو الروسي لأوكرانيا بأنها دولة عميلة لروسيا أو دولة تابعة لها.

### الصين

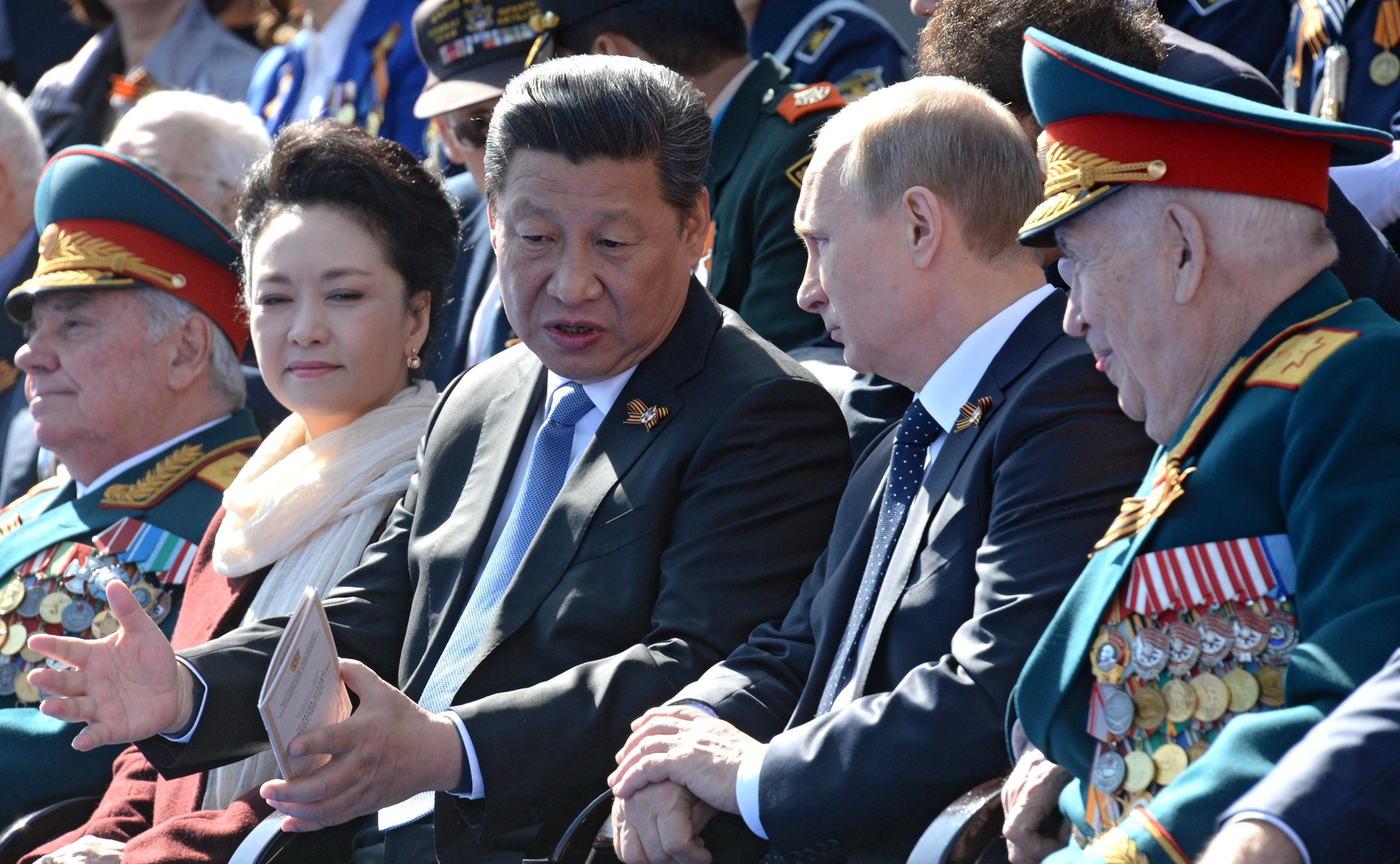
الرئيس الصيني شي جين بينغ مع الرئيس الروسي فلاديمير بوتين في موكب يوم نصر موسكو 2015.

دعم الحزب الشيوعي الصيني روسيا بشدة خاصة في أعقاب العقوبات الغربية.
ذكر مركز بيو للأبحاث في استطلاع عام 2019 أن 71% من الروس لديهم وجهة نظر إيجابية تجاه الصين. وذكر في استطلاع أجرته مؤسسة يوجوف في نفس العام أن 71% من الصينيين يعتقدون أن روسيا لها تأثير إيجابي على الشؤون العالمية.
أظهر العديد من مستخدمي وسائل التواصل الاجتماعي في الصين خلال الغزو الروسي لأوكرانيا عام 2022 تعاطفًا مع السياسة الروسية ويرجع ذلك جزئيًا إلى عدم الثقة في السياسة الخارجية الأمريكية. ذكر مركز كارتر تشاينا فوكس في أبريل 2022 أن 75% من المشاركين الصينيين يرون أن دعم روسيا حربها فيه مصلحة للصين. كان لحركة ليتل بينك القومية دور في نشر المشاعر المؤيدة للحرب والمؤيدة لروسيا على الإنترنت الصيني.

### فنلندا
يعتبر حزب السياسي السلطة ملك للشعب الفنلندي (VKK) فريدًا من نوعه في أنه الحزب الفنلندي الوحيد الداعم لروسيا. واحتج الحزب على العقوبات المفروضة على روسيا ودعم غزو روسيا لأوكرانيا.

### ألمانيا
وصف الفيلسوف الألماني فريدريك نيتشه روسيا بأنها القوة الوحيدة المتينة والتي يمكنها الصمود، والتي لا يزال بإمكانها إنتاج شيء ما... وهو نقيض تلك السياسة والعصبية الأوروبية الضعيفة المثيرة للشفقة، التي أدت إلى تأسيس الرايخ الألماني، لقد دخل مرحلته الحاسمة... في كتابه الصادر عام 1895 بعنوان نقيض المسيح.

### إندونيسيا
التأييد لروسيا مرتفع بين الإندونيسيين ويرجع لعلاقات موسكو بالمسلمين والعالم الإسلامي والعداء الشعبي للغرب الذي سببه حروب الولايات المتحدة وحلفاؤها في أفغانستان والعراق فضلاً عن القضية الفلسطينية
ينتشر حب روسيا أيضًا بين اليسار السياسي بسبب قرب الرئيس الإندونيسي أحمد سوكارنو من الاتحاد السوفيتي. المشاعر المؤيدة لروسيا قوية بشكل خاص بين أعضاء حزب النضال الديمقراطي الإندونيسي الحاكم الذي يقوده ابنة سوكارنو ميجاواتي سوكارنوبوتري التي انتقدت علنًا أوكرانيا والرئيس فولوديمير زيلينسكي.

### إيران
ذكرت مؤسسة إيران بول في استطلاع أجرته في ديسمبر 2018 أن 63.8% من الإيرانيين لديهم وجهة نظر إيجابية تجاه روسيا.

### صربيا
لروسيا شعبية
كبيرة في صربيا، ويعتبر العديد من الصرب روسيا حليفًا وثيقًا تقلديًا بسبب العرق السلافي المشترك والثقافة والعقيدة الأرثوذكسية. ذكر المجلس الأوروبي للعلاقات الخارجية أن 54% من الصرب يعتبرون روسيا حليفًا. وبالمقارنة فإن 11% يرون أن الاتحاد الأوروبي حليف، و6% يرون الولايات المتحدة حليف.
أثناء الغزو الروسي لأوكرانيا عام 2022، نظمت مجموعة دورية الشعب اليمينية المتطرفة مسيرات مؤيدة لروسيا في بلغراد، والتي حضرها 4000 شخص.

سمى سكان قرية أدزينسي الصربية قريتهم في عام 2017 بوتينوفو تكريما لفلاديمير بوتين.

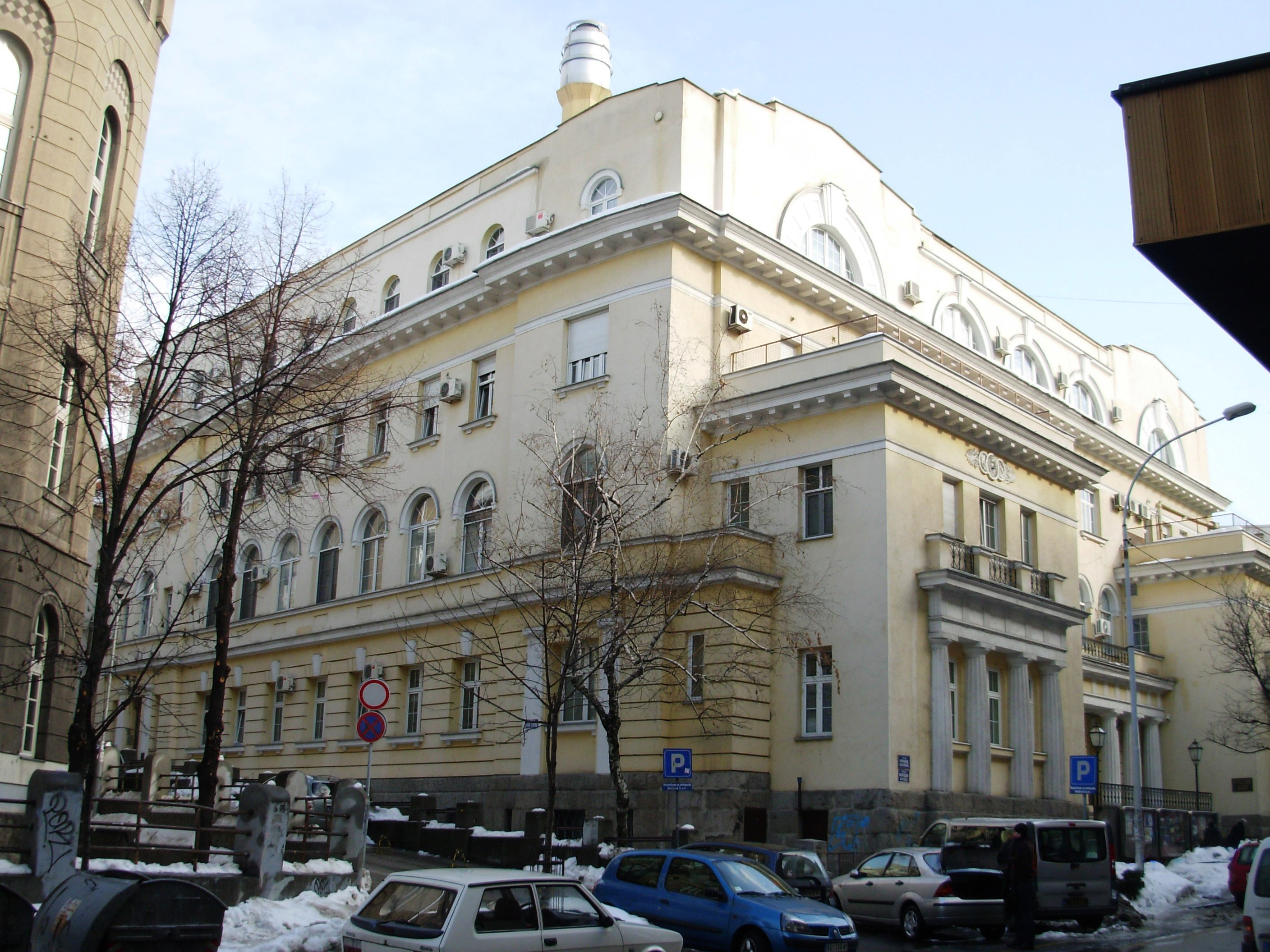
المركز الروسي للعلوم والثقافة (بلغراد)
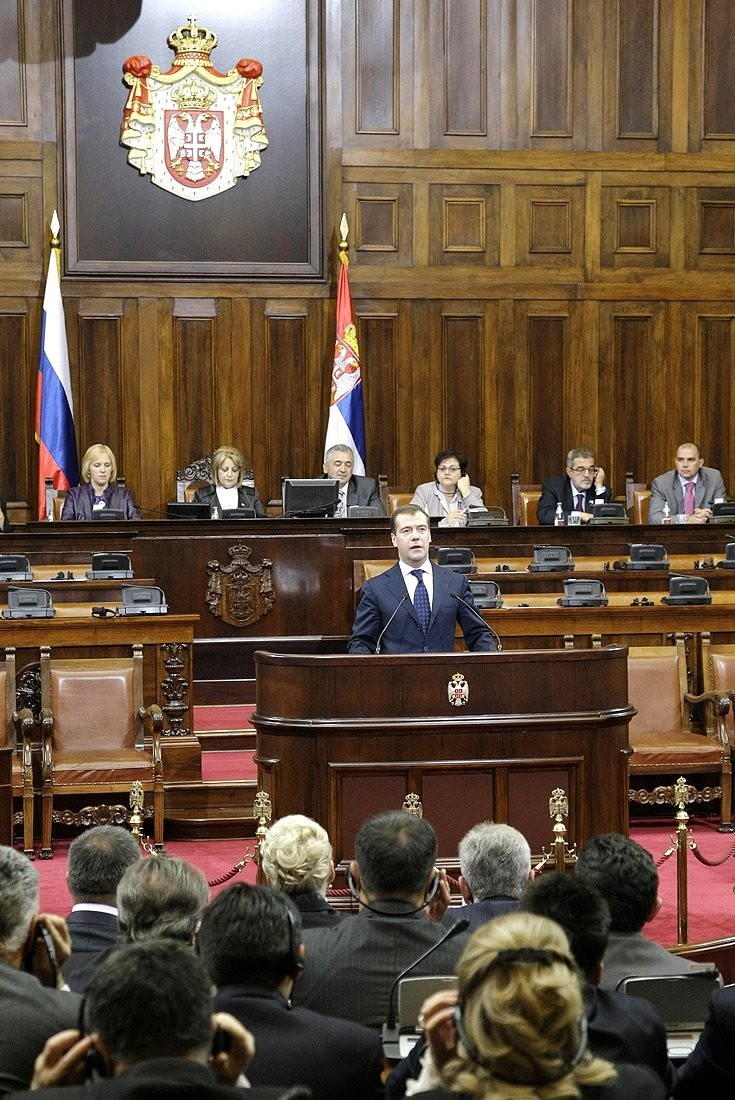
دميتري ميدفيديف في جمعية صربيا الوطنية
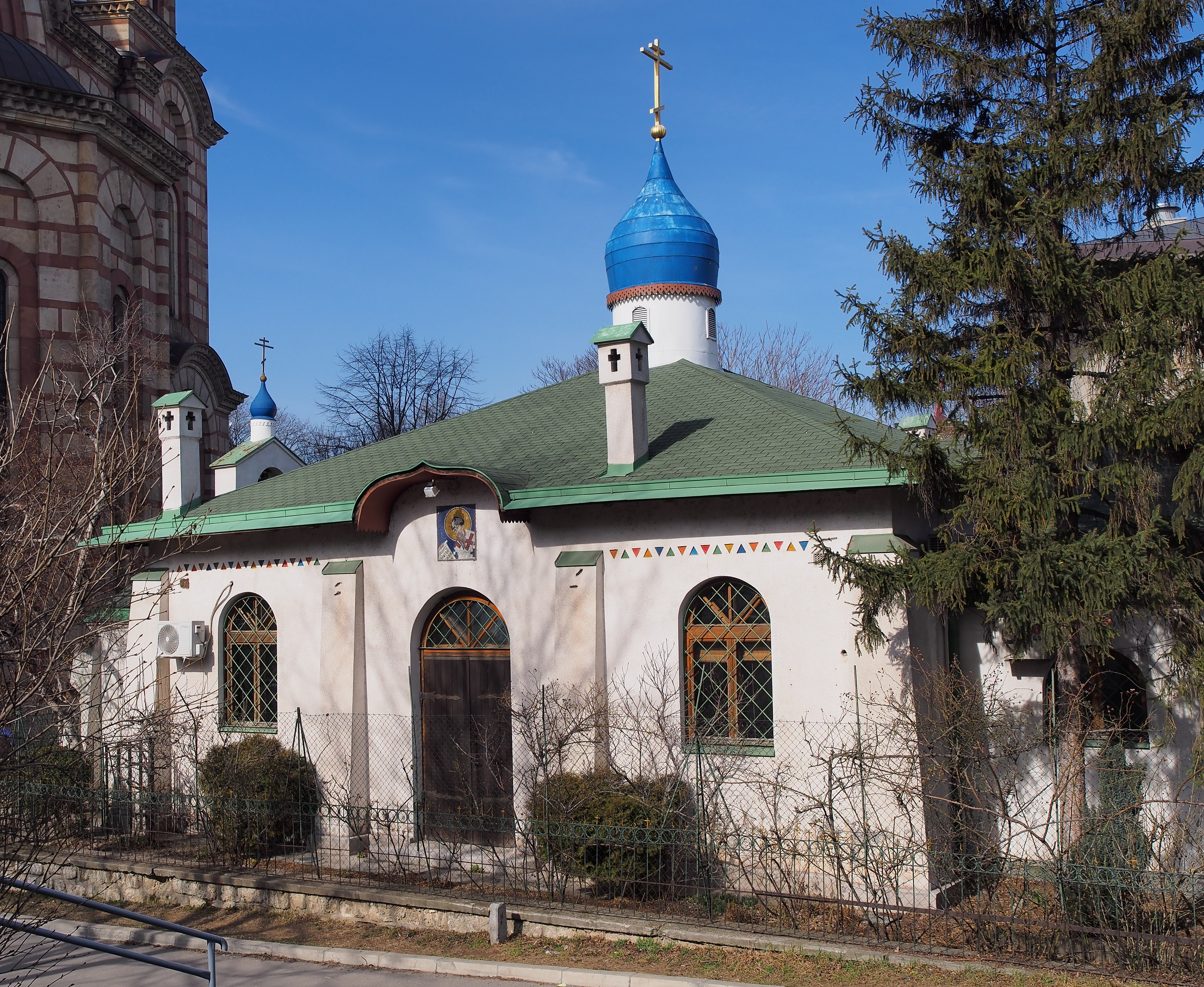
كنيسة الثالوث الأقدس الروسية الأرثوذكسية في حديقة تاسماجدان ، بلغراد
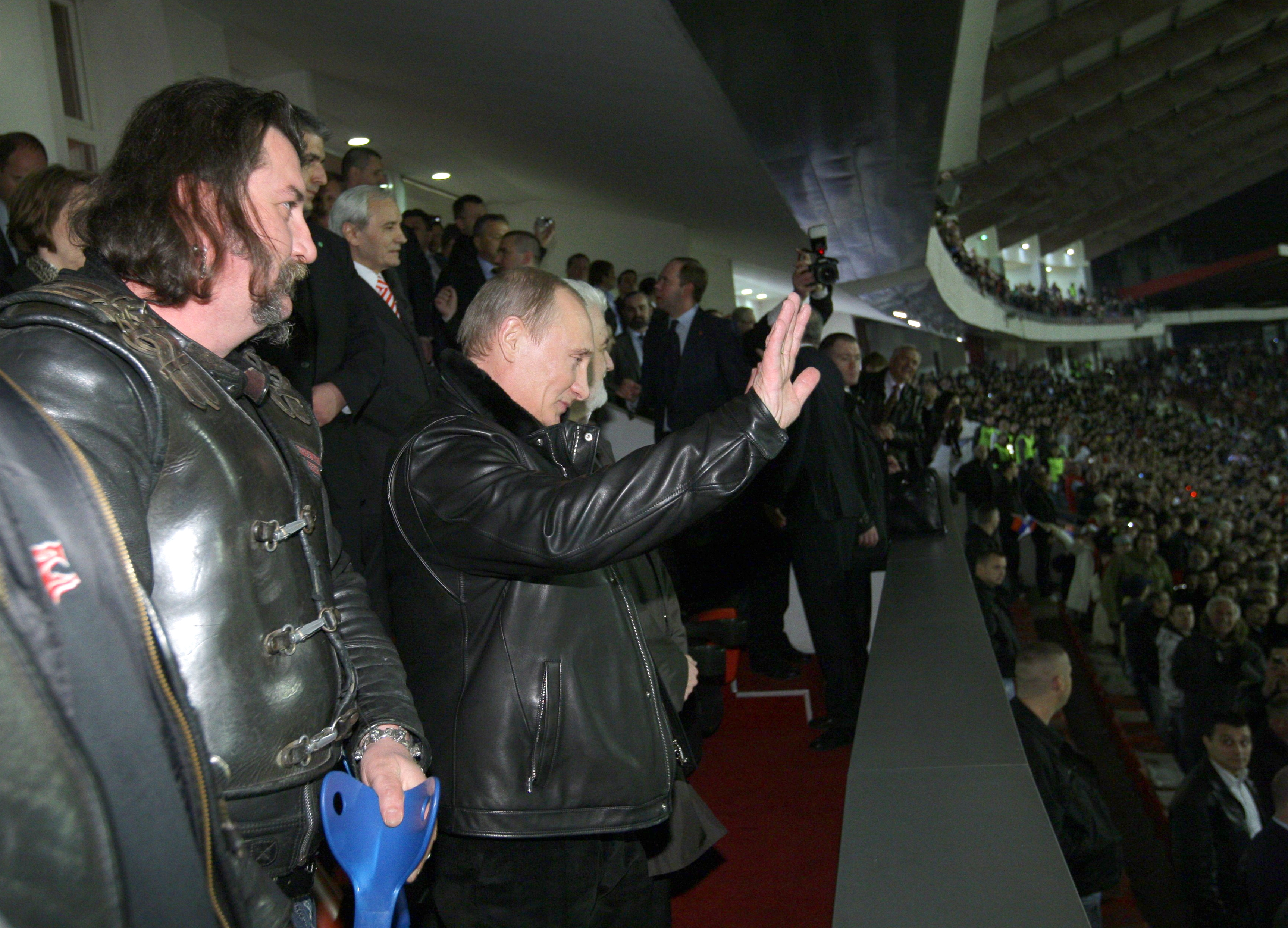
فلاديمير بوتين في ملعب ريد ستار في بلغراد في مارس 2011
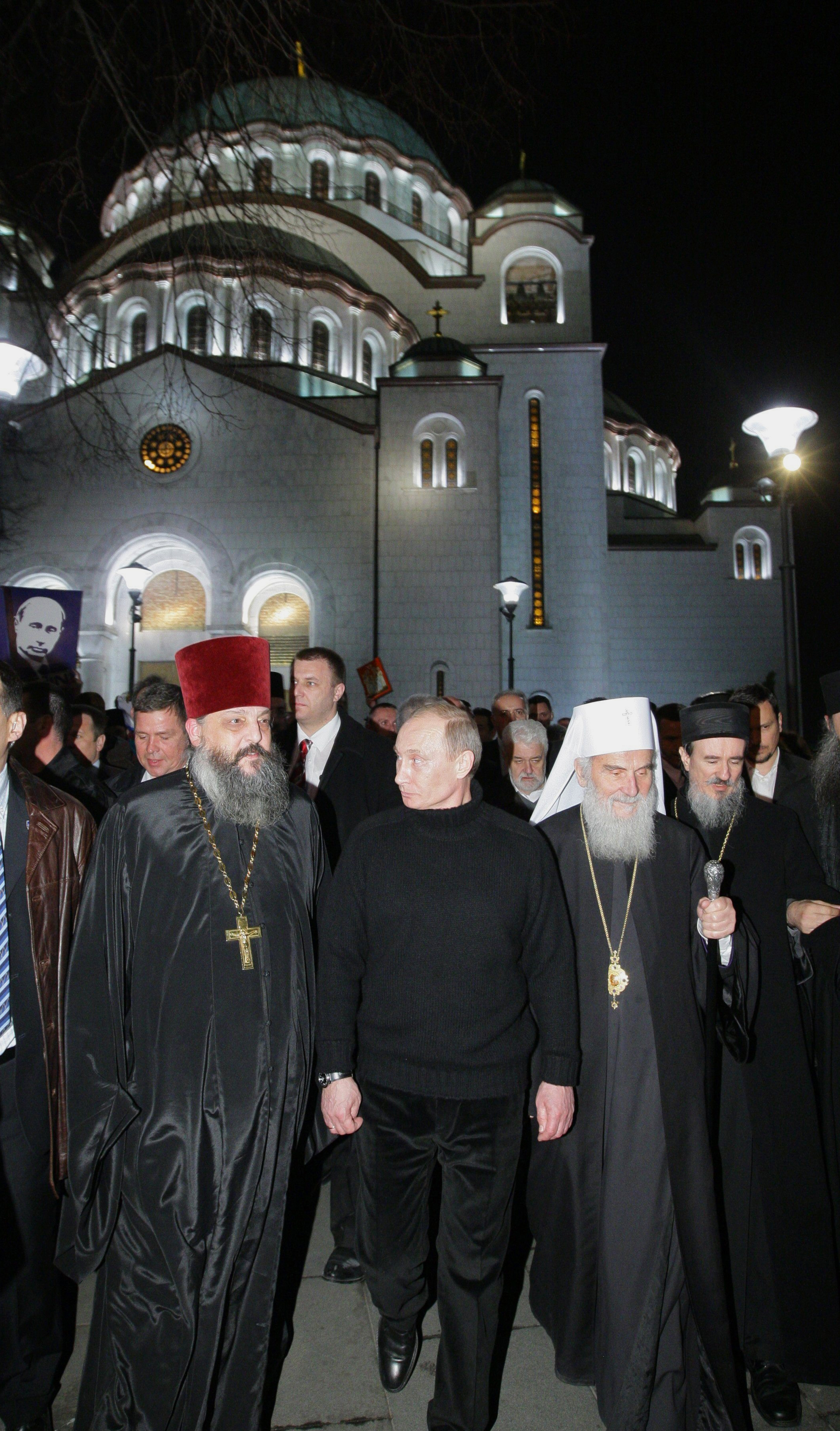
فلاديمير بوتين أمام كاتدرائية القديس سافا

### أوكرانيا
في استفتاء استقلال أوكرانيا عام 1991، صوت 92% من الأوكرانيين (منهم 55% من العرق الروسي) لصالح الاستقلال عن موسكو، تتراوح سياسة الحكومة الروسية حول أوكرانيا من الشراكة الاقتصادية الوثيقة إلى الاتحاد الوطني الكامل. كان لروسيا وأوكرانيا علاقات اقتصادية وثيقة بشكل خاص، وكان حزب الأقاليم الروسي أكبر حزب في البرلمان الأوكراني في الانتخابات البرلمانية الأوكرانية عام 2006. كان للحكومة الروسية قوة في السياسة الأوكرانية حتى الثورة البرتقالية وأزمة القرم في عام 2014 وقتها أصبح الموقف العام للأوكرانيين حول روسيا والروس أكثر سلبية، مع تفضيل معظم الأوكرانيين لحلف شمال الأطلسي والاتحاد الأوروبي عن الشراكة مع روسيا.
وجدت دراسة أجراها معهد كييف الدولي لعلم الاجتماع في عام 2016 أن 67% من الأوكرانيين لديهم موقف إيجابي تجاه الروس، لكن 8% فقط كان لديهم موقف إيجابي تجاه الحكومة الروسية.
كان لدى 41% من الأوكرانيين نظرة جيدة تجاه الروس (42% نظرة سلبية)، بينما كان لدى 54% من الروس نظرة إيجابي حول أوكرانيا، وفقًا لاستطلاع أجري في أكتوبر 2021 لسكان البلاد.

### الولايات المتحدة
لدى العديد من أعضاء الحزب الجمهوري في الولايات المتحدة آراء إيجابية تجاه روسيا. ذكر استطلاع للرأي أجري عام 2017 أن حوالي 32% من المشاركين الجمهوريين لهم آراء إيجابية حول الرئيس الروسي فلاديمير بوتين. ارتفعت هذه الأرقام بعد الغزو الروسي لأوكرانيا. ذكر في استطلاع أجرته مؤسسة يوجوف أن ما يقرب من 62% من الجمهوريين يفضلون فلاديمير بوتين على جو بايدن لأن بوتين زعيم أقوى من بايدن. أعرب العديد من الجمهوريين البارزين منهم الرئيس السابق دونالد ترامب والمذيع تاكر كارلسون وعضوة الكونغرس مارجوري تايلور جرين، عن إعجابهم بروسيا وقادتها.

### فيتنام
ينظر 83% من الشعب الفيتنامي إلى تأثير روسيا العالمي نظرة إيجابية في عام 2017. وينبع هذا من الدعم السوفييتي التاريخي لفيتنام الشمالية خلال حرب فيتنام.